# Christoph Hochhäusler
Christoph Hochhäusler est un réalisateur allemand né le 10 juillet 1972 à Munich.

## Biographie

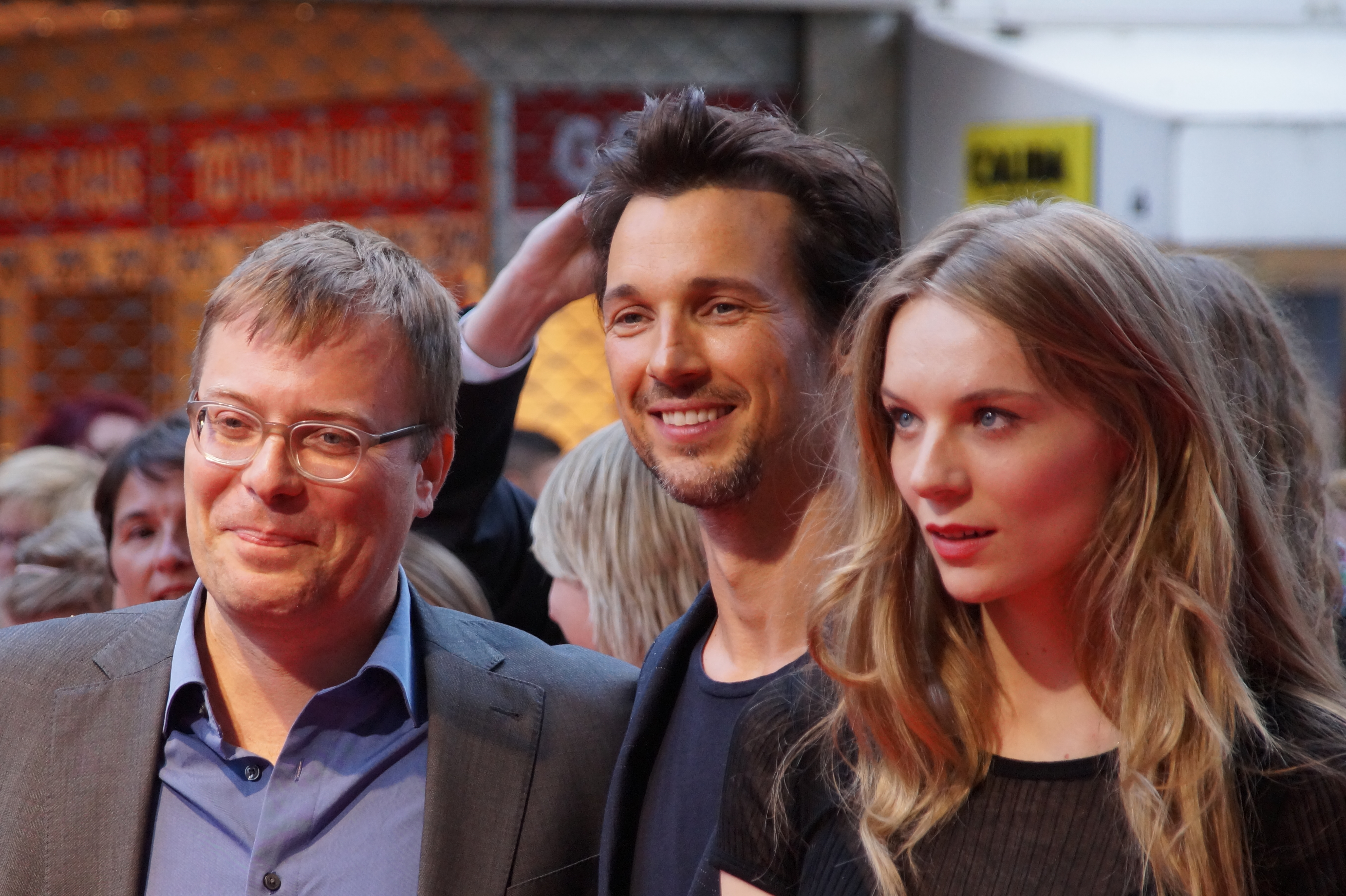
Christoph Hochhäusler, Florian David Fitz et Lilith Stangenberg à la première du film Les Amitiés invisibles, 8 juin 2015, à Essen

Christoph Hochhäusler fait partie de la "nouvelle nouvelle vague" du cinéma allemand et collabore avec d'autres cinéastes de cette scène comme Benjamin Heisenberg (scénariste du Bois lacté).
Il est l'un des trois fondateurs de la revue Revolver.

## Filmographie
- 1999 : Fieber (court-métrage)
- 2001 : Puls (court-métrage)
- 2003 : Le Bois lacté (Milchwald)
- 2005 : L'Imposteur (Falscher Bekenner)
- 2009 : Séance (sketch de Fragments d'Allemagne)
- 2010 : Sous toi, la ville (Unter dir die Stadt)
- 2011 : Une minute d'obscurité (Eine Minute Dunkel) (téléfilm, troisième volet du projet collectif Dreileben)
- 2015 : Les Amitiés invisibles (Die Lügen der Sieger)
- 2023 : Till the End of the Night (Bis ans Ende der Nacht))
- 2024 : La Mort viendra

## Distinctions

### Récompenses
- Le Bois lacté
  - Premiers plans d'Angers 2004 : Prix de la création musicale (Benedikt Schiefer)
- L'Imposteur
  - Festival du film de Munich 2005 : Meilleur acteur (Constantin von Jascheroff)

### Nominations et sélections non récompensées
- Le Bois lacté
  - Festival du film de Berlin 2003 : section Forum
  - Festival des Films du Monde de Montréal 2003 : sélection officielle
  - Festival du cinéma allemand (Paris) 2003 : sélection officielle
  - Entre vues 2003 : sélection officielle
- L'Imposteur
  - Festival de Cannes 2005 : section Un Certain Regard
  - Festival du film de Bogota 2005 : sélection officielle
- Sous toi, la ville
  - Festival de Cannes 2010 : section Un Certain Regard
- Eine Minute Dunkel
  - Festival du film de Berlin 2011 : section Forum